# 2015年天文學
|        | 天文學歷史 \| 天文學歷史年表 |
| 世纪： | 20世纪天文學 \| 21世纪天文學 \| 22世纪天文學 |
| 年代： | 1980年代天文學 \| 1990年代天文學 \| 2000年代天文學 \| 2010年代天文學 \| 2020年代天文學 \| 2030年代天文學 \| 2040年代天文學                                                   |
| 年份： | 2010年天文學 \| 2011年天文學 \| 2012年天文學 \| 2013年天文學 \| 2014年天文學 \| 2015年天文學 \| 2016年天文學 \| 2017年天文學 \| 2018年天文學 \| 2019年天文學 \| 2020年天文學 |
| 纪年： | 乙未年（羊年）、中華民國104年 |

2015年天文學

### 7月事件
- 7月14日：美國國家航空暨太空總署於2006年發射的太空飛行器新視野號到達航程中最接近冥王星的位置，並於7月15日傳回影像，為第一艘探索冥王星的太空飛行器。
- 7月23日：美國國家航空暨太空總署（NASA）於國際標準時間7月23日下午4點舉行視訊會議，宣布克卜勒（Kelper）太空望遠鏡的最新發現，美國太空總署在記者會上證實，讓我們更進一步有機會找到地球2.0，就在克卜勒-452b行星附近，它和地球對應其各自恒星的距離來看，接受的溫度相似，比較有利於水的存在。[1]

### 12月事件
- 12月22日：SpaceX火箭「獵鷹9號」升空後成功回收。美國太空探索公司（SpaceX）火箭「獵鷹9號」（Falcon 9）21日將11枚衛星送上太空之後，15層樓高的第一節火箭順利返回到地球。SpaceX評論員表示，這是SpaceX極為成功的一次返航。